# Olędrzy
Olędrzy, inaczej Olendrzy – pierwotnie osadnicy z Fryzji i Niderlandów, najczęściej wyznania mennonickiego, którzy w XVI–XVII wieku zakładali wsie w Prusach Królewskich, wzdłuż Wisły i jej dopływów, na Kujawach, Mazowszu i w Wielkopolsce. Posiadali umiejętność melioracji i reprezentowali wysoką kulturę rolną. Byli wówczas najzamożniejszą grupą chłopów. Zachowywali wolność osobistą, własną religię i przekonania. Po I rozbiorze Polski częściowo osiedli na Ukrainie.
W późniejszym okresie (aż do poł. XIX w.) mianem olędrów określano osadników różnej narodowości (gł. Polaków i Niemców, czasem Szkotów, Czechów i Węgrów), którzy korzystali z pewnych przywilejów wynikających z prawa stosowanego przez kolonistów fryzyjskich i niderlandzkich (np. wolności osobistej, wieloletniej bądź wieczystej dzierżawy gruntów, możliwości przekazania gruntów spadkobiercom). Najważniejszą jednak cechą była solidarna odpowiedzialność zbiorowa całej gminy olęderskiej za powinności wobec pana oraz szczególny charakter samorządu gminnego. Dlatego wyróżnikiem osadnictwa olęderskiego są kwestie prawne, a nie etniczne, religijne czy gospodarcze, zaś słowo olęder nie jest tożsame z osadnikiem holenderskim.

Według dotychczasowych badań w latach 1527/1547 do 1864 na obszarze I Rzeczypospolitej (następnie w trzech zaborach) powstało co najmniej 1700 osad olęderskich, z czego w przynajmniej 300 przypadkach osadnikami byli etniczni Holendrzy. Ślady po osadnictwie widoczne są do dziś, zarówno w architekturze wiejskiej, układach przestrzennych wsi, jak i w nazwach miejscowości (Holendry, Olędry, Olendry itp.) 

## Terminologia

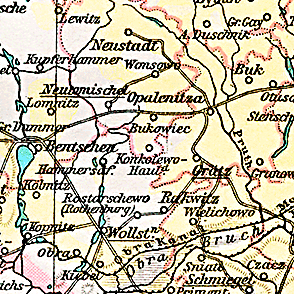
Fragment mapy Prowincji Poznańskiej (1905), między Nowym Tomyślem (Neutomischel) a Grodziskiem (Grätz) wieś Konkolewo Hauland, dziś Kąkolewo, lokowana w 1720

W polskich źródłach istnieje wiele określeń osadników olęderskich – Hollendrzy, Holędrzy, Holendrzy, Olędrzy, Olendrzy. Wszystkie są obocznościami i wywodzą się od pierwszych osadników z Niderlandów, sprowadzanych do Prus Książęcych i Prus Królewskich od XVI w. Należy jednak wyraźnie zaznaczyć, że z czasem termin utracił swoje znaczenie narodowościowe, zaś olędrami zwano wszystkich osadników, otrzymujących przywileje opierające się na prawie wprowadzonym właśnie przez kolonistów niderlandzkich.
Istotne również wydaje się podkreślenie, że nie każda osada nosząca nazwę Olędry (lub oboczną) była w rzeczywistości osadą olęderską. Rusiński podaje przykłady takich przysiółków w Wielkopolsce: Wymysłowo (zwane w niektórych źródłach Czarkowskimi Olędrami) czy Burzykowo w parafii Oborniki (na niektórych mapach niemieckich Burzykower Holl.) Autor przekonuje, że choć osady te nazywane były przez współczesnych olędrami, to nie sposób mówić o rzeczywistym osadnictwie olęderskim, ponieważ brakuje w ich przypadku typowych wyróżników prawnych takiej kolonizacji (zbiorowa odpowiedzialność przed panem i charakterystyczny samorząd olęderski).
Osobnym problemem jest kwestia nazewnictwa niemieckiego, gdzie funkcjonują dwie oboczności – Holländer i Hauländer. Według wczesnej historiografii niemieckiej to dwa odrębne określenia, pozwalające rozróżnić typ osadnictwa. Olędrów sprowadzano bowiem głównie na trudne tereny, wymagające odpowiedniego przygotowania do uprawy bądź hodowli. Wzmiankowani historycy przekonywali zatem, że na nizinnych, nadrzecznych terenach zalewowych osadników nazywano Holländer (nawiązując do niderlandzkich osadników, specjalistów od melioracji i osuszania), zaś tam, gdzie występowały gęste lasy wymagające karczunku, kolonistów zwano Hauländer (od niemieckiego hauen – ciąć, karczować). Pogląd ten jednak uznano za niesłuszny (zarówno w historiografii niemieckiej, jak i polskiej), o czym mają świadczyć osady założone na terenach zalewowych zwane Hauland i osady powstałe drogą wyrębu lasów zwane Holland. Najprawdopodobniej „słowo Hauländer stanowi późniejszą równoznaczną odmianę słowa Holländer (...), powstałą przez pomieszanie nazwy osadników z nazwą karczunków leśnych”.

## Przyczyny kolonizacji
Początków kolonizacji holenderskiej należy szukać już w średniowieczu na obszarze Niemiec. Pierwsze zapisy pochodzą z okolic Bremy z roku 1106. Osadnictwo było wówczas ściśle powiązane z ekspansją terytorialną władców niemieckich na ziemie słowiańskie – południowy Holsztyn kolonizował hrabia Adolf II Holsztyński, w Brandenburgii i Meklemburgii instalowali niderlandzkich osadników Albrecht Niedźwiedź i Henryk Lew (ten pierwszy prowadził szczególnie ożywioną działalność kolonizacyjną).
Początek drugiej fali osadnictwa niderlandzkiego, związanej już bezpośrednio z ziemiami polskimi, przypada na wiek XVI. Można wyróżnić trzy główne przyczyny tej kolonizacji:
- prześladowania religijne w Niderlandach

Reformy religijne trafiły tam na podatny grunt. Szeroko rozpowszechnił się anabaptyzm, z którego później wyrósł odłam mennonicki. Jednocześnie habsburscy władcy Hiszpanii, którzy panowali również w Niderlandach – Karol I i Filip II – jako zagorzali katolicy tępili zajadle odmienne poglądy religijne na swoich ziemiach. Powodowało to emigrację protestantów w poszukiwaniu bardziej tolerancyjnego środowiska.
- sytuacja gospodarcza w Niderlandach

Niepokoje w prowincjach niderlandzkich, walka o niepodległość prowadzona w ramach wojny osiemdziesięcioletniej i stacjonujące w Niderlandach wojska hiszpańskie i siły Wilhelma Orańskiego doprowadziły do upadku tamtejszą gospodarkę wiejską. Do spustoszeń wojennych doszły jeszcze powszechny głód, epidemia dżumy i częste powodzie. Stanowiło to dla wielu przedsiębiorczych rolników i hodowców dodatkowy bodziec do emigracji.
- spustoszenie Prus po wojnie polsko-krzyżackiej i dążenie feudałów do zwiększenia zysków

W wyniku ostatniego konfliktu polsko-krzyżackiego spustoszone i opuszczone przez dotychczasowych mieszkańców zostało wiele wsi na pograniczu Prus krzyżackich. Jednocześnie ówcześni właściciele ziemscy dążyli do zwiększenia swoich dochodów, m.in. poprzez zagospodarowanie nowych ziem, szczególnie poprzez osuszenie mokradeł oraz wyrąb lasów. Szczególnie w tej pierwszej dziedzinie imigranci z Niderlandów mieli wielowiekowe doświadczenie.

## Przebieg kolonizacji

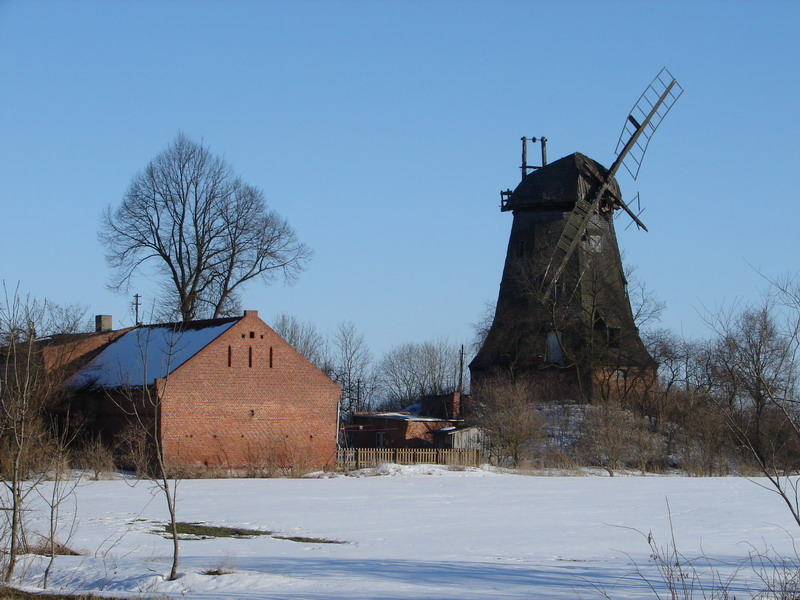
Wiatrak w Palczewie – jedna z pozostałości po osadnikach holenderskich na Żuławach

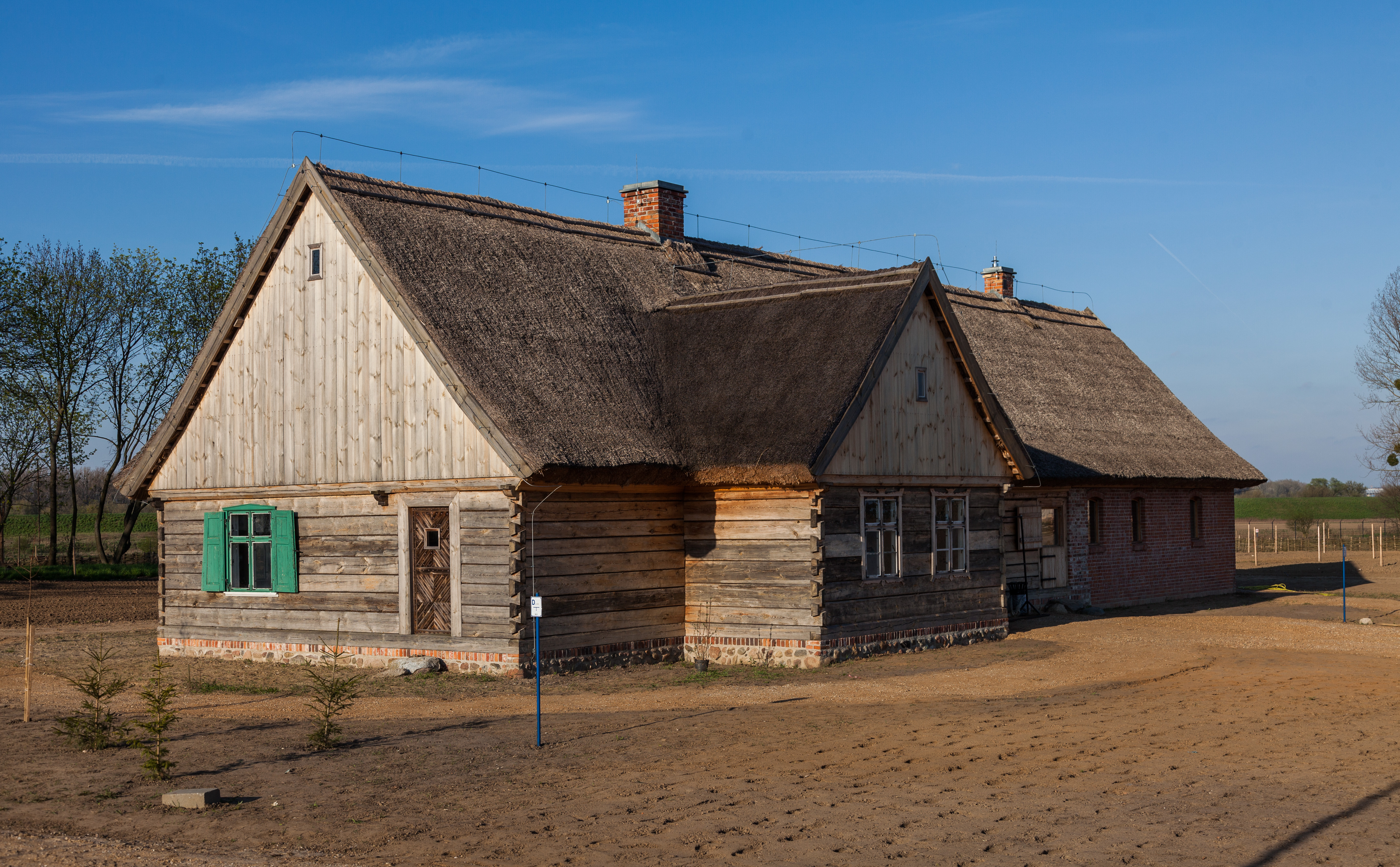
Olenderski Park Etnograficzny w Wielkiej Nieszawce pod Toruniem

Zanim osadnicy olęderscy przybyli na tereny Rzeczypospolitej, byli już obecni w Prusach Książęcych. Pierwsza osada w tym rejonie powstała w okolicy dzisiejszego Pasłęka. Dochodziło tam jednak często do konfliktów pomiędzy Holendrami a Niemcami na tle własnościowym, religijnym i prawa zwyczajowego i wkrótce ci pierwsi zaczęli szukać sobie nowego miejsca. Pierwszym polskim terenem skolonizowanym przez przybyszów z Niderlandów były Prusy Królewskie. W połowie XVI wieku władze Gdańska z burmistrzem Ferberem postanowiły zasiedlić otrzymane od Kazimierza Jagiellończyka w roku 1454 Żuławy Gdańskie. Próby osadzenia tam ludności miejscowej spełzły jednak na niczym, bo chłopi nie potrafili sobie poradzić z zalewami. Gdańszczanie na próbę zezwolili więc osadzić się Holendrom w opustoszałej wiosce Laudan. Przybysze z Niderlandów wyśmienicie poradzili sobie z nieprzychylnymi warunkami i już wkrótce powstały kolejne olęderskie osady na Pomorzu: m.in. Nowy Dwór (Tiegenhof w 1562 r.), Orłowo, Żelichowo, Markusy i Jurandowo. Wkrótce kolonizacja objęła również starostwo puckie (m.in. Karwieńskie Błoto i Redę), ale – co ważniejsze – ruszyła też w górę Wisły.
Osadnicy pojawiają się więc w starostwach sztumskim (m.in. Szkaradowo, Benowo, Pułkowice, Szropy i Nowa Wieś) i gniewskim. Holendrów lokuje u siebie też starostwo osieckie i międzyłęskie. Gęsto zasiedlają też tzw. dolinę sartowicko-nowską, czyli okolice Nowego, Grudziądza i Świecia. W 1597 r. osadnictwo olęderskie dosięga Wielkopolski – powstaje osada w Olędrach Ujskich koło Ujścia, zaś cztery lata później w Nowych Dworach w majętności wieleńskiej. W tym drugim przypadku kolonizacja jest bezpośrednio związana z Pomorzem, bowiem żoną dziedzica wieleńskiego była wdowa po staroście świeckim. W 1624 r. Olendrzy dochodzą aż do Warszawy, gdzie osiedlają się m.in. na Saskiej Kępie oraz w rejonie Urzecza (m.in. Kępa Oborska i Kępa Falenicka). W 1629 r. Olendrzy podpisują kontrakt który w 1650 r.  król Jan Kazimierz potwierdza aktem królewskim (zawierający 11 punktów). Możemy w nim wyczytać: [...] Wolno będzie tymże Olendrom młyn na miejscu pobudować, y wszelakie zboża mlec [...] Wolno tymże Olendrom na tymże gruncie, chleb piec, piwo warzyć, gorzałkę palic, szynkować i przedawac, ale i innego handlu nieprowadzic [...] Wolno będzie tymże Olendrom łowic ryby na rzece, także na teyże kempie ptaki łowić, y strzelać, a to po granice mieiskie.[...].
Wcześniej (w drugiej połowie XVI w.) są już też na Lubelszczyźnie (nad Bugiem w okolicach Sławatycz powstaje 18 osad). Osadnictwo olęderskie rozwija się aż do czasu zaborów i sięga nawet Wołynia.
Należy jednak wyraźnie zaznaczyć, że z upływem czasu zmieniał się charakter narodowościowy osadników. O ile początkowo byli to niemal wyłącznie rodowici Holendrzy (czasem sprowadzani bezpośrednio z Niderlandów, czasem osadnicy wynoszący się z Prus Książęcych), o tyle później coraz częściej mamy do czynienia z potomkami Holendrów już urodzonymi na ziemiach polskich, a potem już z zupełnie innymi nacjami – najczęściej Niemcami, często Polakami, w sporadycznych przypadkach przedstawicielami innych narodowości. Np. w odniesieniu do Wielkopolski Rusiński pisze, że o „narodowości holenderskiej (...) trudno tutaj w ogóle mówić”, zaś Chodyła podaje dokładniejsze wyliczenia: potomkowie Holendrów z Pomorza mieli stanowić 0,8% osadników, Niemcy wyznania ewangelickiego – 54%, polscy katolicy – 38%, a pozostałe 7,2% to ludność mieszana etnicznie i wyznaniowo.
Większość badaczy zgadza się, że rozbiory i czas po nich (do połowy XIX w.) stanowią cezurę wyznaczającą koniec osadnictwa olęderskiego. Np. wielu mennonitów opuściło ziemie zajęte przez Prusy, ponieważ przekonania religijne nie pozwalają im na odbywanie służby wojskowej, co było nie do pomyślenia w silnie zmilitaryzowanym kraju. Z drugiej strony reformy administracyjne wprowadzane przez zaborców likwidowały typowe dla osadnictwa olęderskiego regulacje prawne, w związku z czym przestawało też występować zjawisko samej kolonizacji na zasadach olęderskich.

## Charakterystyka osadnictwa olęderskiego

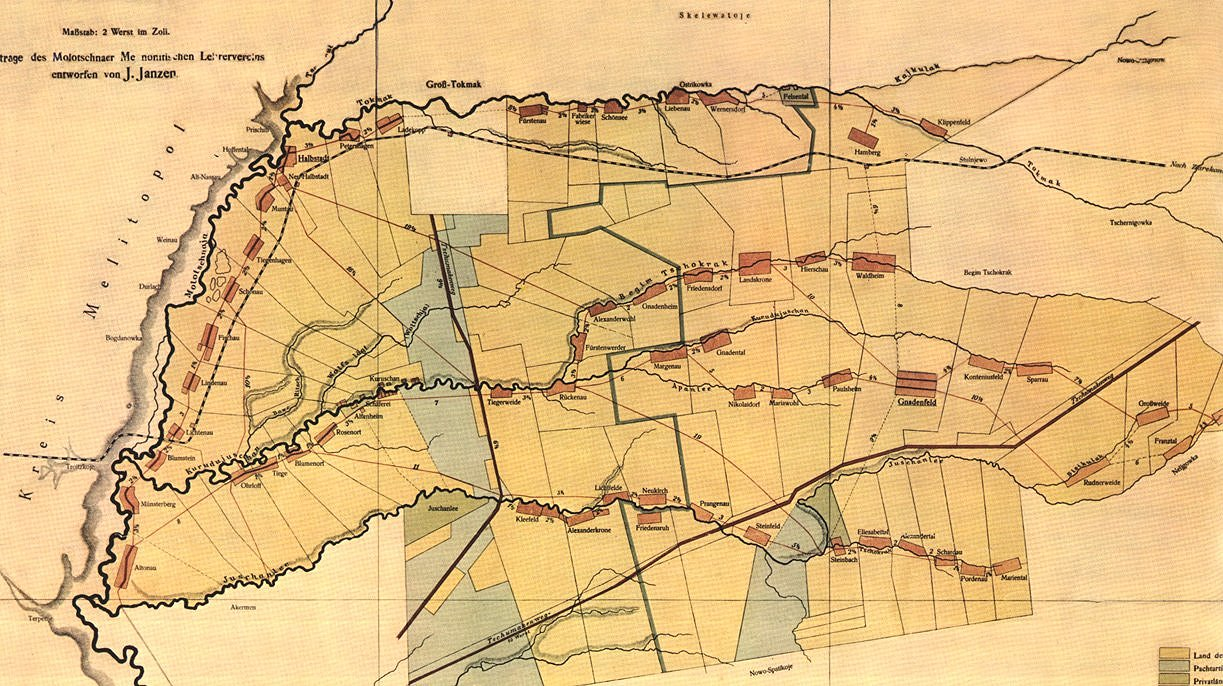
Plan osady mennonickiej Mołoczna koło Melitopola na Ukrainie (1912 r.)

### Typy osad i gospodarstw
Ze względu na duże zróżnicowanie kolonizacji olęderskiej w różnych regionach i w różnych okresach trudno mówić o jednolitym typie wsi lub zabudowań gospodarczych. Wszystko uzależnione było od czynników lokalnych (warunków terenowych i charakteru „wydzieranych” naturze gruntów pod uprawę lub hodowlę) i pochodzenia osadników.
I tak w przypadku wsi na terenach osuszanych mamy najczęściej do czynienia z zabudową rzędową – gospodarstwa umieszczone są wzdłuż rzeki i poprowadzonej równolegle do niej drogi. Każdy z osadników otrzymywał wówczas wąski pasek gruntu położony poprzecznie do rzeki czy innego akwenu. Jeśli zaś głównym zadaniem kolonistów było wykarczowanie terenów leśnych, właściciel przeznaczał dla nich określoną przestrzeń, a osadnicy wybierali sobie odpowiednie miejsce na wyrąb i tam umiejscawiali swoje gospodarstwo. Prowadziło to do powstawania tzw. zabudowy kolonijnej i w efekcie wieś miała charakter rozproszony.
W początkowym okresie osadnictwa, na żyznych glebach Prus, przeważały gospodarstwa duże i zamożne. W późniejszym okresie, szczególnie w dolinie Wisły, coraz częściej występowały niewielkie, uboższe i bardziej rozproszone. Jeśli chodzi o samą zabudowę, jej typ był silnie uzależniony od narodowości kolonistów. Szałygin wyróżnia trzy jej rodzaje:
- fryzyjski – budynki gospodarcze umieszczone pod wspólnym dachem z częścią mieszkalną pod kątem (np. w kształcie krzyża lub litery „L”)
- niemiecki – podobnie jak w przypadku zagrody fryzyjskiej, części gospodarcza i mieszkalna pod jednym dachem, ale zorganizowana w linii prostej (jeden długi budynek, tzw. Langhof)
- polski – budynki gospodarcze i mieszkalne osobno, rozrzucone po zagrodzie najczęściej na planie czworoboku.

Górak wskazuje na zalety i wady gospodarstw typu fryzyjskiego i niemieckiego. Z jednej strony takie rozmieszczenie budynków ułatwiało pracę i komunikację, szczególnie w czasie deszczu lub zimy, kiedy można było zarządzać gospodarstwem niemal bez wychodzenia na dwór (co najwyżej dla zaczerpnięcia wody). Z drugiej – nie sposób pominąć fatalnych warunków sanitarnych i niewielkiego komfortu (przykre zapachy) wynikających z bliskiego sąsiedztwa pomieszczeń inwentarskich.
Jeśli osadnicy pochodzili z Niderlandów, a ich zadaniem była melioracja i osuszenie terenów zalewowych, stosowali oni charakterystyczne metody zabezpieczenia swoich gospodarstw przed wodą. Zabudowania stawiane były na wzniesieniach (tzw. terpach), do których usypania wykorzystywano ziemię z wykopów pod kanały i stawy melioracyjne. W sąsiedztwie sadzono topole i wierzby, których zadaniem było zatrzymanie lodów spływających rzeką podczas roztopów. Część mieszkalna była zawsze pierwsza od strony rzeki lub skierowana w górę jej biegu, dzięki czemu w przypadku wylewu woda przepływała najpierw przez nią, potem przez część gospodarską i wreszcie wylewała na pola, co pomagało oczyścić zabudowania z zanieczyszczeń.
Wspominając o zabudowaniach charakterystycznych dla osadnictwa olęderskiego, nie sposób nie wspomnieć też o domach podcieniowych i wiatrakach (często typu holenderskiego) – szczególnym wkładzie imigrantów niderlandzkich i fryzyjskich w krajobraz wsi polskiej (zwłaszcza na Żuławach).

### Regulacje prawne i ustrój osad
Ponieważ osadnictwo olęderskie nie było jednolite ani pod względem narodowym, religijnym, ani też gospodarczym, podstawowym wyróżnikiem tego typu kolonizacji są uwarunkowania prawne, regulujące zarówno zależności osady ze światem zewnętrznym, jak i jej wewnętrzne stosunki.

#### Stosunki prawne z panem i innymi osobami lub instytucjami

##### Kontrakty osadnicze i dzierżawa ziemi
Podstawą prawną i wyznacznikiem początku osady był przywilej lokacyjny (zwany też kontraktem lub prawem, łac. privilegium, ius, niem. Gerichtigkeit) wystawiany w przypadku znakomitej większości osad. Miał on najczęściej postać uroczystego, ozdobnego aktu wystawionego na pergaminie i potwierdzonego odpowiednią pieczęcią wyciśniętą w laku, umieszczoną wprost na dokumencie lub na sznurze przewleczonym przez otwór w pergaminie. Z punktu widzenia formalnoprawnego kontrakt nie był umową, lecz aktem jednostronnym, wyrażającym wolę pana. De facto jednak jego treść wynikała z uzgodnień pomiędzy obiema stronami. Przy czym najważniejszym wyróżnikiem osadnictwa olęderskiego jest fakt, że drugą stroną był nie zasadźca, ale solidarnie występująca gmina olęderska, bądź zastępca działający w jej imieniu. Oryginał dokumentu pozostawał w rękach pana, bywał jednak często oblatowany w stosownych księgach grodzkich, pan zaś zobowiązywał się do wystawienia duplikatu w przypadku zagubienia lub zniszczenia oryginału.
Kontrakty formułowane były po niemiecku, polsku lub w łacinie. Niemczyzna i łacina występowały najczęściej w Prusach Królewskich (choć i tu zdarzały się przywileje po polsku), polszczyzna zaś dominowała w prawach w Koronie. W Wielkopolsce ok. 22% kontraktów spisano po niemiecku, zdarzały się nawet przywileje spisane zarówno po niemiecku jak i polsku. Najczęściej kontrakty były dopiero wstępem do kolonizacji, choć zdarzały się sytuacje, zwłaszcza w późniejszych okresach, że ich celem było uregulowanie prawne sytuacji już istniejącej, tj. określenie praw i stosunków dla kolonistów, którzy już osiedlili się na ziemiach pańskich. Bywało też i tak, że pan nadawał nowe prawa olęderskie chłopom od lat osadzonym na danym terenie.
Kontrakt możliwie precyzyjnie regulował stosunki gminy olęderskiej z panem i innymi osobami i instytucjami. Jedną z podstawowych kwestii była dzierżawa gruntów. W początkowym okresie osadnictwa olęderskiego ziemię przekazywano kolonistom w dzierżawę czasową, najczęściej na okres od kilkunastu do 60 lat (bywało i tak, że olędrzy ziemię dostawali najpierw tylko na kilka lat – na próbę – a po udanej kolonizacji dzierżawę przedłużano). W późniejszych okresach często dzierżawę zamieniano w emfiteuzę, nierzadko wieczystą. Dotyczyło to zarówno przedłużanych umów dzierżawnych, jak i nowych lokacji osad olęderskich (Rusiński wymienia tu np. wielkopolskie Olędry Róża, lokowane już w 1624 r.). Taka dzierżawa była nie tylko wieczysta, ale też dziedziczna i zbywalna (przy czym nie mogło to wiązać się z żadnym uszczerbkiem dla interesów pańskich).
Przy dzierżawie osadnicy płacili panu tzw. wkupne (zwane też gottespfenikiem). O ile jednak w Prusach Królewskich i na Kujawach wkupne musiało być zapłacone już przy pierwszej dzierżawie, a także przy każdym kolejnym jej przedłużeniu, o tyle w Wielkopolsce olędrzy opłacali się panu (tzw. Gruntgeldem) tylko przy przejściu z dzierżawy czasowej na wieczystą.
Za użytkowane grunty gmina musiała panu płacić roczny czynsz (niemal wyłącznie pieniężny, czynsze w naturze poza Wielkopolską były rzadkie), wyszczególniony w kontrakcie osadniczym. Często przy zakładaniu osady pan dawał olędrom kilka lat na zagospodarowanie, rezygnując z pobierania przez ten okres czynszu (tzw. wolnizna). Tylko w niektórych przypadkach olędrzy zobowiązani byli też do robocizny, zresztą w ograniczonym wymiarze.

##### Zależność osobista i prawna
Osadnicy olęderscy byli ludźmi wolnymi. Zależność osobista od pana nie istniała w ogóle, co podkreśla większość przywilejów dla nowych wsi. Mogli w dowolnej chwili sprzedać swoje gospodarstwo i opuścić majętność. Nie do końca jasna jest sytuacja mieszkańców istniejących wcześniej wsi, którym nadawano prawa olęderskie. Np. mieszkańcy Olędrów Chorzępowa w majętności sierakowskiej teoretycznie mogli odsprzedać swoje gospodarstwo (i w domyśle opuścić majętność), ale kontrakt nie określa ich wyraźnie jako ludzi wolnych, a późniejszy o kilka lat inwentarz majętności zalicza niektórych gospodarzy do poddanych.
Drobne sprawy sądowe na ogół rozpatrywane były przez gminny samorząd olęderski. Jedynie w przypadku cięższych przestępstw (rabunki, podpalenia, zabójstwa, cięższe uszkodzenia ciała, itp.) prawo rozstrzygania sporów zachowywał dla siebie pan. Sąd patrymonialny był również drugą instancją w przypadku odwołań od wyroków gminnych. Ta zależność prawna stawiała osadnika olęderskiego nieco wyżej od chłopa pańszczyźnianego, który nie miał dostępu do sądownictwa gminnego. Z rzadka tylko olędrzy nie mieli prawa rozstrzygania żadnych kwestii prawnych – tak było np. na Saskiej Kępie, gdzie „wszelkie krzywdy, któreby między nimi były, nikt inny, jeno pan burmistrz i pany rajcy mają sądzić”.
W dobrach królewskich, w przypadku konfliktu z posesorem królewszczyzny (starostą) olędrzy mogli odwoływać się do sądów referendarskich, z którego to prawa korzystali często. Z kolei w dobrach szlacheckich nie wiadomo nic na temat regulacji warunkujących możliwość odwołania się od decyzji pańskich, prawie na pewno jednak mieli olędrzy możliwość samodzielnego składania skarg do urzędów grodzkich i ziemskich (w odróżnieniu od włościan poddanych, którzy mogli składać takie skargi jedynie w obecności samego pana).

#### Wyznanie, powinności kościelne i publiczne
Osadnicy olęderscy identyfikowali się z różnymi wyznaniami chrześcijańskimi. Dotyczy to zarówno pierwszych kolonistów z Holandii i Fryzji (najczęściej anabaptyści i mennonici), jak i późniejszych, zróżnicowanych etnicznie włościan (ewangelicy i katolicy). Na ogół cieszyli się swobodą wyznania, co zresztą było jednym z powodów pierwszej, niderlandzkiej kolonizacji. Najwyżej w przywilejach zastrzegano, że osadnicy nie powinni przeszkadzać swej katolickiej czeladzi w uczestnictwie w mszy świętej i innych wizytach w kościele. Z rzadka zdarzało się, że zasadźca utrudniał kolonistom swobodne wykonywanie kultu (np. rajcy warszawscy zastrzegli, że Holendrzy nie mogą nie tylko zbudować budynku zborowego, ale nawet urządzać nabożeństw, czy to publicznych, czy prywatnych, zmuszając ich jednocześnie do udziału w nabożeństwach katolickich).
Nawet jeśli osada olęderska składała się z włościan wyznania niekatolickiego, najczęściej wchodziła w obręb katolickiej administracji kościelnej. Dlatego zarówno katolicy jak i ewangelicy zobowiązani byli do uiszczania pewnych opłat (w zamian za to ewangelicy byli również upoważnieni do posługi katolickiego proboszcza w pewnych sytuacjach). Płacono więc dziesięcinę lub meszne (rzadko obie opłaty naraz) oraz opłaty doraźne (za posługę przy chrzcie, ślubie, pogrzebie, etc.). Te ostatnie płacili na Kościół katolicki również ewangelicy, nawet jeśli posługi dokonywał duchowny protestancki – traktowano to jako odszkodowanie za uszczerbek finansowy kościoła rzymskiego. Opłaty na rzecz kościoła rzymsko-katolickiego zniesiono dopiero w 1768 r., kiedy prawa kardynalne zrównały w prawach katolików i niekatolików.
Podobnie jak inni chłopi, olędrzy byli też zobowiązani do uiszczania pewnych podatków na rzecz państwa (z rzadka tylko pan brał na siebie te powinności, niewykluczone jednak, że rekompensował to sobie w wyższym czynszu). Płacono więc pogłówne lub podymne, czasem hibernę i inne podatki (np. od skór i rzezi lub subsidium charitativum).

#### Ustrój gminy olęderskiej

##### Samorząd gminny

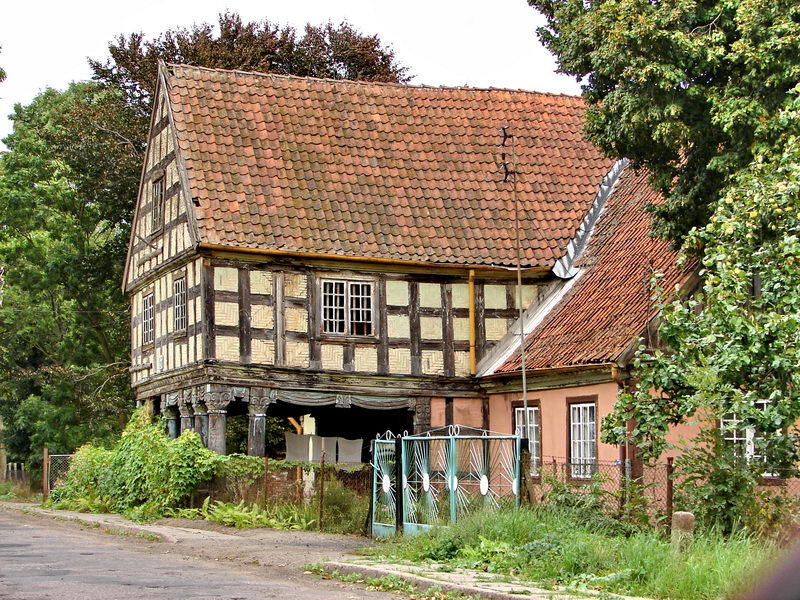
Dom podcieniowy w miejscowości Bystrze z 1. ćwierci XIX wieku – relikt architektury holenderskiej na Żuławach

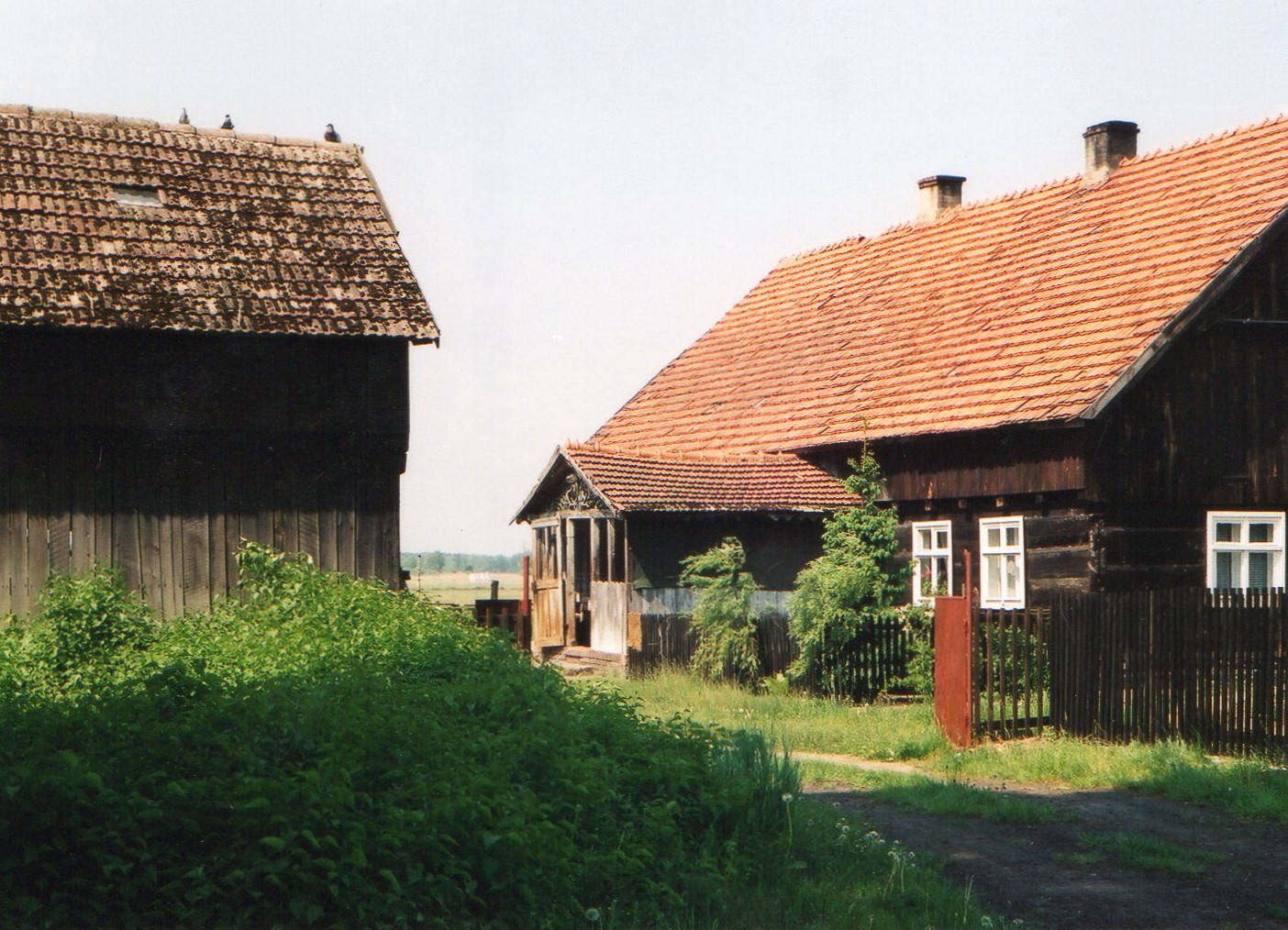
Jastrzębsko Stare. Zagroda olęderska w okolicach Nowego Tomyśla

Silny samorząd był jednym z najistotniejszych wyróżników osadnictwa olęderskiego, choć zdarzały się przypadki, że panowie usiłowali ograniczać jego kompetencje (dążąc do wyznaczenia sołtysa dziedzicznego i uzależniając go od dworu), przez co ustrój gminy zbliżał się raczej do wsi lokowanych na prawie niemieckim. Najczęściej jednak dwór szanował przywileje gminy nadane jej w akcie lokacyjnym.
Samorząd gminny stanowił sołtys z ławnikami (najczęściej dwoma, rzadziej trzema i zupełnie wyjątkowo czterema). Nie byli mianowani przez pana, ale obierani przez wszystkich (praw wyborczych nie miały kobiety) mieszkańców osady. Wybory do samorządu odbywały się najczęściej co roku, czasami tylko kadencja wynosiła dwa albo trzy lata. Do absolutnych wyjątków należały elekcje dożywotnie.
Samorząd z jednej strony pełnił rolę pośrednika między osadą a dworem. Był więc bezpośrednio odpowiedzialny za nadzorowanie pełnego i punktualnego wypełniania powinności dworskich, zbieranie oraz dostarczanie panu opłat i czynszów. Z drugiej strony sołtys i ławnicy zajmowali się administracją gminy i jej sądownictwem. Te przepisy regulowały najczęściej wilkierze, często spisywane równocześnie z kontraktem osadniczym. Prawa w nich zawarte mają na celu regulację stosunków między włościanami, co jest szczególnie istotne w kontekście solidarnej odpowiedzialności gminy przed panem za realizację postanowień kontraktu. Np. organy gminne były nawet zobowiązane do usunięcia źle gospodarującego olędra i obsadzenia jego gospodarstwa kimś innym. Samorząd wyznaczał też opiekunów małoletnim sierotom i dbał o bezpieczeństwo (szczególnie ogniowe) i porządek w osadzie.
Jednocześnie sołtys i ławnicy pełnili też funkcję sądu pierwszej instancji do spraw drobnych wykroczeń i sporów. Za wszystkie te czynności samorząd pobierał wynagrodzenie od gminy. Dochody z opłat kierowano do gminnej kasy, którą przechowywał sołtys (klucz do skrzyni mieli ławnicy). Z kasy pokrywano m.in. koszty wyjazdów członków ławy, być może również opłaty dla pastucha gminnego, stróża nocnego, nauczyciela albo koszt ubezpieczenia od ognia.

##### Szkolnictwo
Ważnym wyróżnikiem niekatolickich osad olęderskich było istnienie na ich terenie szkoły. Spełniały one funkcję przede wszystkim religijną, a osoby je prowadzące zastępowały gminie duchownego. Rusiński powątpiewa nawet, czy w niektórych szkołach uczono czegokolwiek poza katechezą.
Placówka zazwyczaj mieściła się w osobnym budynku, na którego postawienie zgodę wyrażał pan w kontrakcie lokacyjnym. Ułatwiał on również utrzymanie szkoły, przeznaczając na jej potrzeby określony obszar roli zwolniony od czynszu – np. w Chmielinku osadnicy dostali pół huby na szkołę. Na tej ziemi gospodarował nauczyciel, częstokroć jednak utrzymując się też z dodatkowych datków od gminy. Do jego obowiązków należało nauczanie religii i wykonywanie pewnych posług związanych z kultem, nauczanie czytania, pisania i liczenia, czasem również wykorzystywano piśmienność nauczyciela do zadań związanych z administrowaniem osadą: prowadzenie ksiąg gminnych i korespondencji samorządu, a zapewne też i korespondencji prywatnej włościan.
Trudno dziś określić poziom nauczania w szkołach olęderskich. Zdaniem Rusińskiego sposób rekrutowania nauczycieli w wielkopolskich osadach olęderskich (mieszkańcy miasteczek, którzy nie mogli znaleźć pracy, tkacze, karczmarze, szewcy czy krawcy) świadczy o tym, że nie mógł on być zbyt wysoki. Jednocześnie jednak zastrzega on, że „samo ich [szkół] istnienie stanowi w historii osad pozycję bezsprzecznie dodatnią”. Z kolei Szałygin wskazuje, że dla osadników z Niderlandów szkoły stanowiły ostoję języka, własnej kultury i tradycji oraz wiary menonickiej, co pozwoliło im zachować tożsamość i oprzeć się polonizacji. Dopiero polityka pruska po rozbiorach doprowadziła do ich zniemczenia.

## Skutki osadnictwa
Jak dotąd brakuje opracowań dokładnie analizujących wpływ kolonizacji olęderskiej na polską gospodarkę. Badacze traktują ten temat zdawkowo. Np. Rusiński ogranicza się jedynie do stwierdzenia, że „jako zjawisko gospodarcze, osadnictwo niewątpliwie ocenione być musi dodatnio”. Z kolei Szałygin wskazuje, że „gospodarka ich (...) cechowała się znacznie większą wydajnością, nowoczesnością, lepszą organizacją pracy niż gospodarka chłopów pańszczyźnianych”. Określenie dokładnych skutków tego typu kolonizacji jest tym trudniejsze, że nie ukazała się dotąd praca obejmująca całe osadnictwo olęderskie na terenie Rzeczypospolitej, od Prus Książęcych, przez Kujawy, Mazowsze i Wielkopolskę po Lubelszczyznę. Najpełniejszym i najbogatszym opracowaniem jest do dziś wydana w roku 1947 praca Rusińskiego, dotyczy ona jednak wyłącznie Wielkopolski.
Nie ulega jednak wątpliwości (o czym zresztą świadczy chęć panów do udzielania przywilejów kolejnym wsiom), że zjawisko olęderstwa miało pozytywny wpływ na polską gospodarkę wiejską i to w sposób dwojaki. Po pierwsze, przybycie kolonistów z Niderlandów i Fryzji, mających wielowiekowe doświadczenie w zagospodarowywaniu trudnych obszarów zalewowych, dało impuls rozwojowy dla polskiego rolnictwa i hodowli. Po drugie, wydajniejsza i sprawniejsza gospodarka ludzi wolnych dawała większe dochody właścicielom ziemskim.